# جیرولامو رائینالدی
جیرولامو رائینالدی (ایتالیایی: Girolamo Rainaldi؛ ۴ مه ۱۵۷۰–۱۵ ژوئیه ۱۶۵۵) معمار سبک تکلف‌گرایی اهل ایتالیا بود. وی یکی از رقیبان موفق جان لورنتسو برنینی بود. شهرت پسرش کارلو رائینالدی که معمار سبک باروک بود، از خودش هم فراتر رفت.
وی از شاگردان دومنیکو فونتانا بود و با جاکومو دلا پورتا همکاری می‌کرد.